# Oligotrichum leiophyllum
Oligotrichum leiophyllum là một loài rêu trong họ Polytrichaceae. Loài này được (Kindb.) Kindb. mô tả khoa học đầu tiên năm 1897.